# Buckleria girardi
Buckleria là một chi bướm đêm thuộc họ Pterophoridae.

## Các loài
- Buckleria girardi Gibeaux, 1992
- Buckleria madecassea Gibeaux, 1994
- Buckleria negotiosus (Meyrick, 1926) (=Buckleria vanderwolfi Gielis, 2008)
- Buckleria paludum (Zeller, 1841)
- Buckleria parvulus (Barnes & Lindsey, 1921)

Buckleria